# Lamaçães

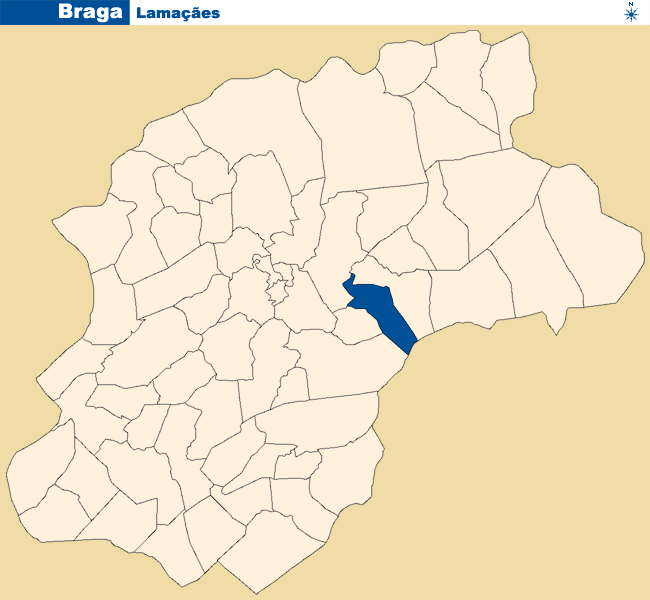

Lamaçães é uma localidade portuguesa do Município de Braga que foi sede da extinta Freguesia de Lamaçães, freguesia que tinha 1,95 km² de área e 2 525 habitantes (2011), e, por isso, uma densidade populacional de 1 294,9 hab/km².
A Freguesia de Lamaçães foi extinta em 2013, no âmbito de uma reforma administrativa nacional, tendo sido agregada às freguesias de Fraião e Nogueira, para formar uma nova freguesia denominada União das Freguesias de Nogueira, Fraião e Lamaçães com a sede em Nogueira.

## População
| População da freguesia de Lamaçães (1864 – 2011) | População da freguesia de Lamaçães (1864 – 2011) | População da freguesia de Lamaçães (1864 – 2011) | População da freguesia de Lamaçães (1864 – 2011) | População da freguesia de Lamaçães (1864 – 2011) | População da freguesia de Lamaçães (1864 – 2011) | População da freguesia de Lamaçães (1864 – 2011) | População da freguesia de Lamaçães (1864 – 2011) | População da freguesia de Lamaçães (1864 – 2011) | População da freguesia de Lamaçães (1864 – 2011) | População da freguesia de Lamaçães (1864 – 2011) | População da freguesia de Lamaçães (1864 – 2011) | População da freguesia de Lamaçães (1864 – 2011) | População da freguesia de Lamaçães (1864 – 2011) | População da freguesia de Lamaçães (1864 – 2011) |
| ------------------------------------------------ | ------------------------------------------------ | ------------------------------------------------ | ------------------------------------------------ | ------------------------------------------------ | ------------------------------------------------ | ------------------------------------------------ | ------------------------------------------------ | ------------------------------------------------ | ------------------------------------------------ | ------------------------------------------------ | ------------------------------------------------ | ------------------------------------------------ | ------------------------------------------------ | ------------------------------------------------ |
| 1864                                             | 1878                                             | 1890                                             | 1900                                             | 1911                                             | 1920                                             | 1930                                             | 1940                                             | 1950                                             | 1960                                             | 1970                                             | 1981                                             | 1991                                             | 2001                                             | 2011                                             |
| 322                                              | 318                                              | 373                                              | 387                                              | 402                                              | 411                                              | 530                                              | 506                                              | 564                                              | 630                                              | 636                                              | 689                                              | 904                                              | 1 364                                            | 2 525                                            |

## História
A primeira referência a Lamaçães aparece referida em documentos do ano 899 In Villa Nugaria Inter Desideria et Lamazales.
Nas inquirições de 1220 aparece com a denominação de Sancta Maria de Lamazales.
Em 1257 há referências de Parrochia Sante Marie de Lamazales.
A designação actual de «Lamaçães», Stª Maria, aparece pela primeira vez em documentos de 1528.

## Símbologia
A flor-de-lis - Simboliza a virgem Nossa Senhora da Purificação, padroeira da localidade.
O pinheiro - O Pinheiro bravo representa o enorme pinheiro, infelizmente hoje abatido, mas que sobressaía sobre a povoação, de tal maneira que durante as Invasões Francesas quer os invasores quer os resistentes, se serviam dele como marco ao fazerem o ponto da situação.
Os dois ferros de enxada - Simbolizam a agricultura, bastante considerável, e que era antigamente importante principalmente no cultivo do milho.